# Gliridae
Los glíridos (Gliridae o Myoxidae) son una familia de roedores esciuromorfos conocidos popularmente como lirones, que se pueden encontrar en Eurasia y África.
Los lirones son roedores pequeños de 18 a 26 cm, incluyendo la cola, de aspecto similar al ratón, de pelaje gris oscuro o castaño en el lomo y blanco en la parte baja. Son conocidos particularmente por sus largos periodos de hibernación.
Son omnívoros; comen especialmente frutos otoñales como los de la zarzamora, castañas, bellotas, etc.  También consumen insectos (ortópteros, etc.), arácnidos, caracoles, crías de aves y otros pequeños roedores. Pueden llegar a devorar a sus congéneres tras el largo letargo invernal.
A diferencia del resto de los roedores todas las especies de lirones actuales carecen de ciego intestinal, por lo que no pueden digerir la celulosa. Sin embargo, en el Mioceno temprano, durante la máxima diversidad de la familia, las especies existentes entonces aún no lo debían de haber perdido y la dieta del grupo fue mucho más variada, como se deduce de las distintas morfologías dentarias, algunas hipsodontas (de coronas muy elevadas).

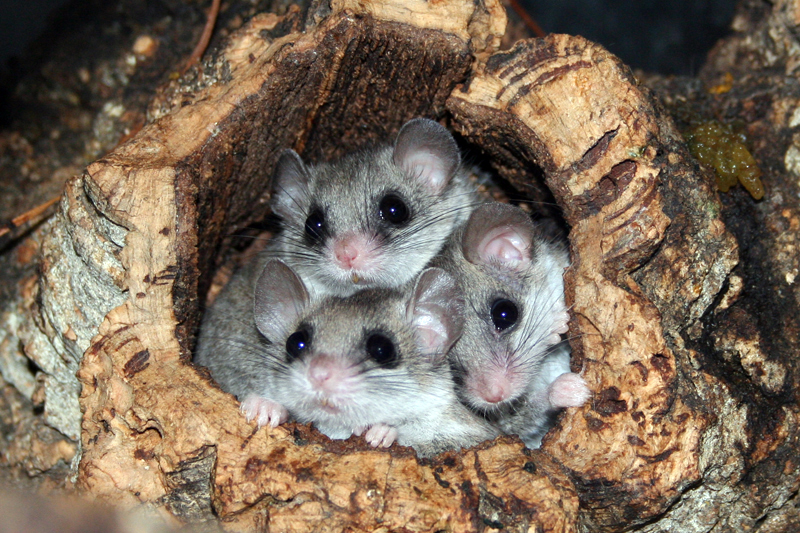
Lirones en un tronco.

El hábitat de los lirones puede ser zona de matorrales bajos a la vera de los ríos, huertos y también jardines. Sin embargo algunos pueden estar adaptados a otros ambientes, como Sevelinia, que habita en ambientes desérticos.
Se aparean durante la época estival, y en épocas favorables puede llegar a tener dos y tres camadas. La gestación se demora unos 20 o 25 días. Cada camada es de entre 2 a 8 crías, que pesan al nacer unos 15 gramos y abren sus ojos a los 20 días. La lactancia dura unos 45 días, y alcanzan la madurez a los 4 meses después del nacimiento.
Sus depredadores son, generalmente y entre otros, el zorro, la gineta y el gato montés, además de las aves rapaces nocturnas.

## Modo de vida

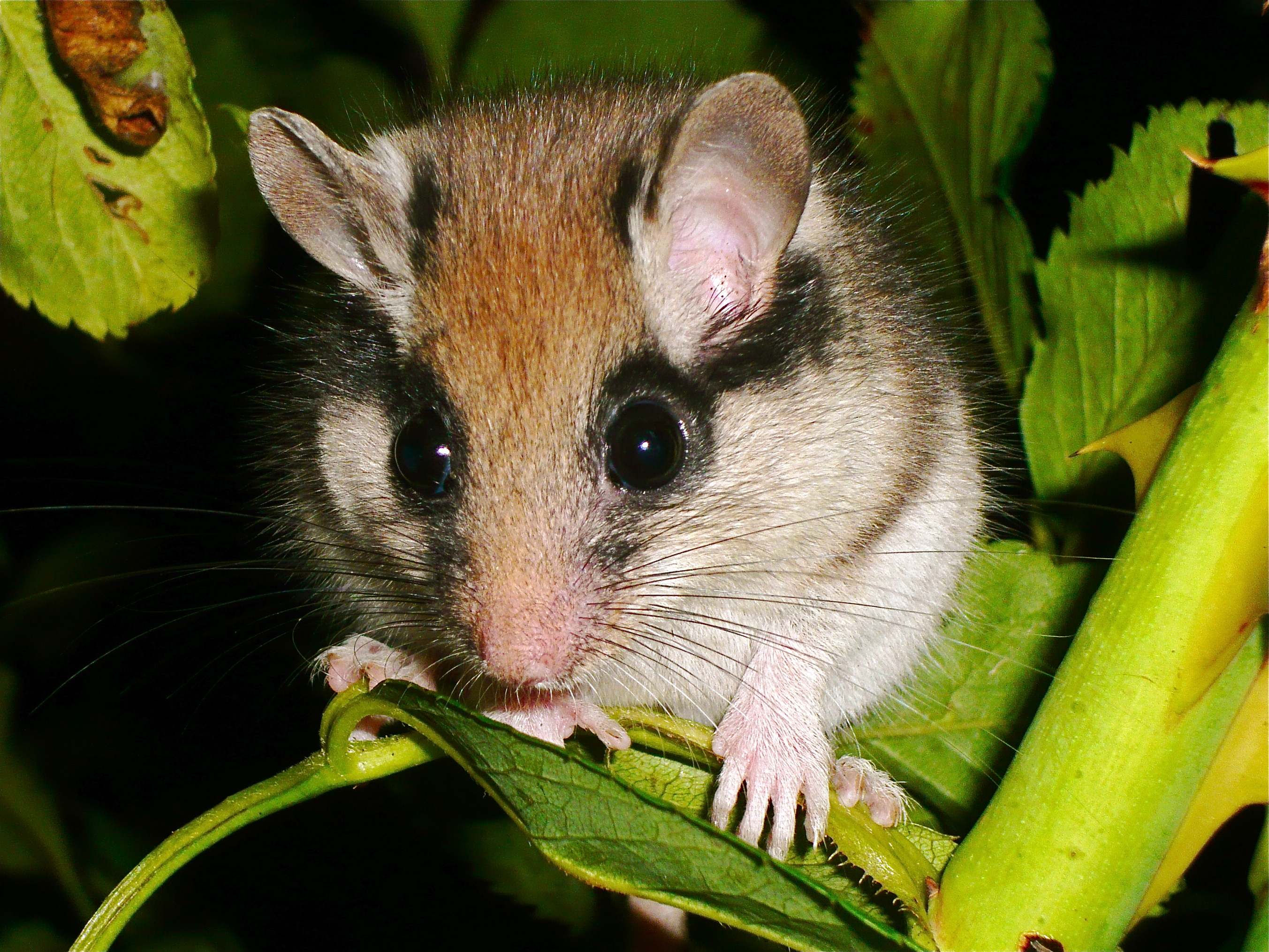
Primer plano de un lirón

Los lirones son omnívoros; al carecer de apéndice, no pueden comer partes de plantas que contengan celulosa como otros roedores. La elección del alimento varía según la especie y la estación del año. Su dieta consiste en fruta, nueces y otras partes de plantas como semillas, y para algunos también insectos, huevos y pájaros jóvenes.. Viven en árboles o en madrigueras que cavan ellos mismos, y generalmente están en movimiento durante la parte más oscura del día; corren rápido y trepan bien. El oído de la especie está particularmente bien desarrollado y los individuos se comunican mediante diversos sonidos.
Se llevan la comida a la boca con las patas delanteras. En climas templados, los lirones hibernan durante el invierno. Suelen hibernar hasta 6 meses e incluso más en climas fríos. Algunos se despiertan de vez en cuando y comen de sus reservas invernales. Otros viven de la abundante grasa que han acumulado durante el otoño.
Los lirones tienen una o dos camadas al año. Tras la gestación, que dura entre 21 y 32 días, nacen hasta cuatro crías. La esperanza de vida suele ser de hasta cinco años. Algunos individuos de la especie lirón gris llegan a vivir 12 años. Los lirones recién nacidos carecen de pelo, son indefensos y tienen los ojos cerrados. Los ojos se abren unos 11 días después del nacimiento. Suelen alcanzar la madurez sexual al final de la primera hibernación invernal. Los lirones viven en grupos familiares y el tamaño del territorio del grupo difiere mucho entre especies. El tamaño del territorio también depende de la disponibilidad de alimento.
Los principales enemigos naturales de los lironess son los búhos. Los individuos pueden defenderse mordiendo. Pueden regenerar su cola si se la muerden.

## Distribución
Los lirones habitan en África, Asia, y Europa.  Habitan en bosques caducifolios y setos cubiertos de maleza. 

## Evolución y filogenia
La familia es una de las más antiguas del orden de los roedores. La especie más antigua conocida es Eogliravus wildi que se conoce por fósiles de dientes del Eoceno temprano (hace unos 50 millones de años) encontrados en Francia. Un fósil completo de la misma especie del Eoceno medio se encontró en la mina de Messel en Alemania. Durante el Mioceno, la familia se estableció en África y algunas especies también llegaron a Asia. Se ha descrito un gran número de especies extintas de lirones. Por ejemplo, durante el Pleistoceno había lirones especialmente grandes en Malta y Sicilia que se parecían a grandes ratas.
Los glíridos se originan en Europa durante la radiación adaptativa que sigue a la apertura del Atlántico, a partir de roedores de la familia Ischyromyidae (Micoparamys). El glírido más antiguo registrado es Eogliravus wildi, del Eoceno temprano del yacimiento francés de Mas de Gimel, de hace unos 50 millones de años.
La primera diversificación comienza en el Eoceno temprano, con las subfamilias Gliravinae, Glamyinae y Bransatoglirinae y continúa en el Oligoceno, en el que aparece y se diversifica la subfamilia Peridyromyinae y otros glíridos del grupo de Glirudinus.
Al final del Mioceno temprano, hace unos 16 millones de años, los lirones alcanzan su máxima diversidad, llegando a representar en Europa más del 90,5% de la fauna de roedores, desplazando a los cricétidos, hasta entonces dominantes en las faunas de roedores europeas, pero que aún lo seguían haciendo en Asia. Ocuparon diferentes nichos ecológicos y hubo formas, como Armantomys con dientes hipsodontos, aptos incluso para una dieta vegetal dura, lo que indicaría que, al menos hasta el Aragoniense medio, aún poseían ciego intestinal para digerir la celulosa.
Los primeros representantes de las subfamilias actuales, ya sin ciego intestinal, aparecen en el Mioceno medio, habiéndose registrado fósiles de Muscardinus (Glirinae) en el Aragoniense superior. El origen de todos los lirones actuales parece estar en alguna especie del género Microdyromys (Bransatoglirinae). La diversificación de estos lirones «modernos» coincide con el declive y extinción de los «antiguos», con ciego intestinal.
La mayoría de géneros modernos aparecen en el Vallesiense temprano, hace 10 u 11 millones de años, excepto Graphiurus (Graphiurinae, los lirones africanos), que aparecen más recientemente, en el Plioceno.

## Sistemática
El nombre de la familia ha estado debatido durante muchos años, el uso de Gliridae o Myoxidae dependía de considerar válido el nombre del género del que deriva su nombre: Glis Brisson, 1762 o Myoxus Zimmermann, 1790. El primero fue usado por primera vez sin cumplir los requisitos de la nomenclatura binomial y posteriormente se usó para nombrar a diferentes roedores, sin embargo, desde una resolución de 1998 de la Comisión Internacional de Nomenclatura Zoológica en contra de la opinión de varios especialistas, se adoptó definitivamente el nombre de Glis para el género, por lo que desde entonces la familia debe nombrarse como Gliridae.

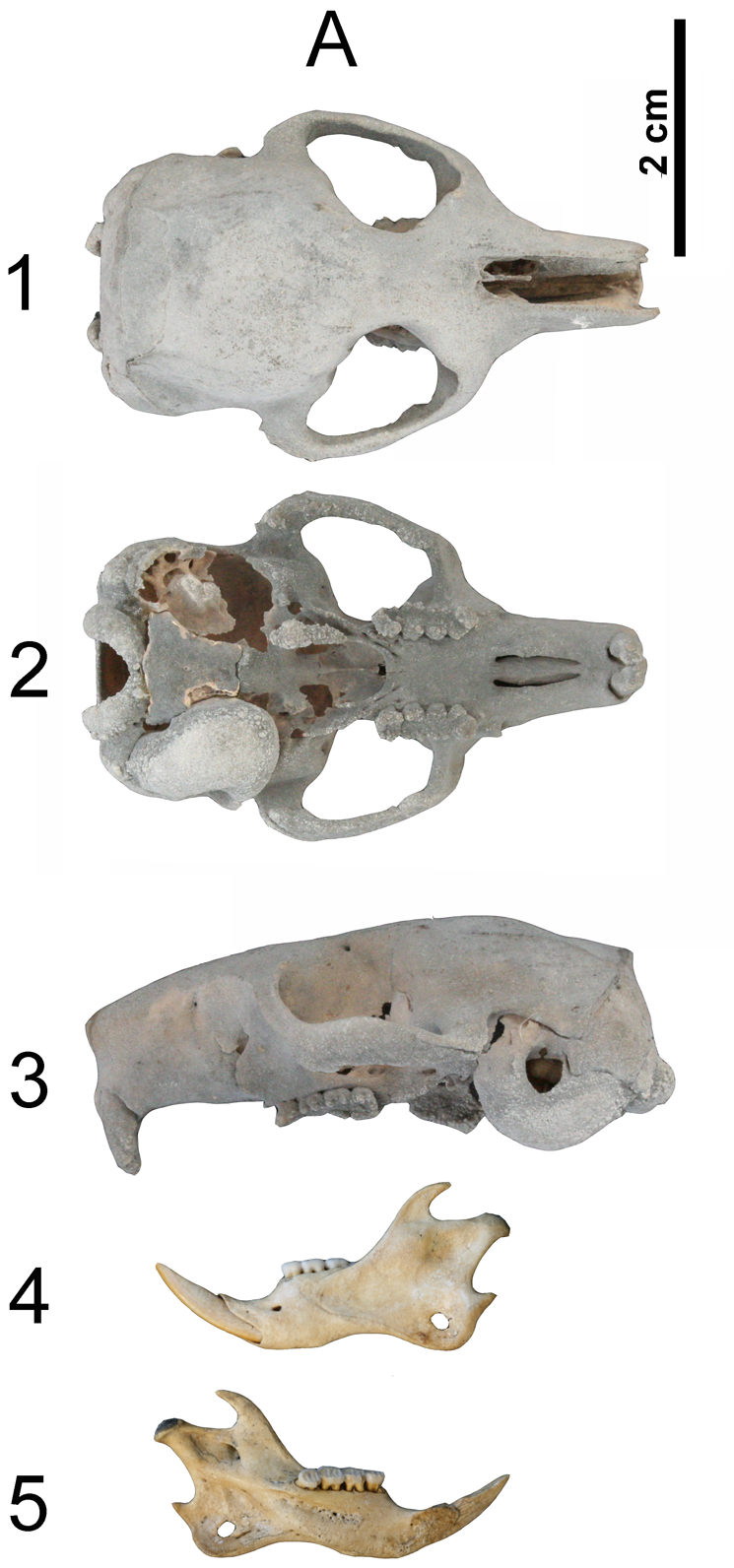
Cráneo del lirón extinto Hypnomys morpheus.

La clasificación de los lirones actuales se realiza en función de la morfología craneal, patrones de la corona dental, esmalte de los incisivos, músculos maseteros, morfología genital, región auditiva y distancia genética. Wilson y Redeer (2005), que tratan exclusivamente los lirones actuales, reconocen 28 especies, agrupadas en tres subfamilias: Graphiurinae (con 14 especies del género Graphiurus), Leithiinae (con 12 especies, incluidas en los géneros Chaetocauda, Dryomys, Eliomys, Muscardinus, Myomimus y Selevinia) y Glirinae (con los géneros Glirulus y Glis con una especie cada uno).
Sin embargo para poder incluir los lirones extintos en la clasificación de la familia, mucho más abundantes y diversificados en el pasado, el único carácter que se conoce de todos ellos, y que puede usarse en la sistemática, es la morfología del patrón dental —número y distribución de crestas, uniones entre ellas—, concavidad de la superficie oclusal, hipsodoncia, etc. Por otra parte, Freudenthal y Martín-Suárez (2013) destacan, por sus implicaciones filogenéticas, la ausencia de ciego en todos los lirones actuales como carácter mayor en la subdivisión taxonómica. Señalan una clara dieta basada en vegetales duros en algunas especies del Mioceno (p.ej. Armantomys, con dentición hipsodonta y típicas marcas de desgaste por abrasión), que implicaría la digestión de celulosa y, por tanto, la presencia de ciego intestinal en lirones de esa época. Interpretan que todas las subfamilias actuales son monofiléticas y deben proceder de una única línea evolutiva entroncada en el Mioceno, y que la mayor parte de los lirones extintos no deben asignarse a subfamilias actuales. Según el criterio de estos autores y basándose en los trabajos de Daams y de Bruijn (1995) y Freudenthal y Martín-Suarez (2007a y b) se pueden reconocer diez subfamilias (siete de ellas extintas, de las que dos están pendientes de definir y nombrar formalmente), que comprenden unas 180 especies (de las que 28 son actuales) agrupadas en más de 40 géneros.
- Subfamilia Graphiurinae
  - Género Graphiurus (lirones africanos)
    - Graphiurus angolensis
    - Graphiurus christyi
    - Graphiurus crassicaudatus
    - Graphiurus johnstoni
    - Graphiurus kelleni
    - Graphiurus lorraineus
    - Graphiurus microtis
    - Graphiurus monardi
    - Graphiurus murinus
    - Graphiurus nagtglasii
    - Graphiurus ocularis
    - Graphiurus platyops
    - Graphiurus rupicola
    - Graphiurus surdus
    - Graphiurus walterverheyeni[12]
- Subfamilia Leithiinae
  - Género Chaetocauda
    - Chaetocauda sichuanensis (lirón chino)

  - Género Dryomys
    - Dryomys laniger
    - Dryomys niethammeri
    - Dryomys nitedula

  - Género Eliomys
    - Eliomys melanurus
    - Eliomys munbyanus
    - Eliomys quercinus (lirón careto)

  - Género Hypnomys †
    - Hypnomys morpheus †
    - Hypnomys mahonensis †

  - Género Muscardinus
    - Muscardinus avellanarius

  - Género Myomimus
    - Myomimus personatus
    - Myomimus roachi
    - Myomimus setzeri

  - Género Selevinia
    - Selevinia betpakdalaensis

  - Género Vasseuromys[13][14] †
    - Vasseuromys autolensis †
    - Vasseuromys bacchius †
    - Vasseuromys bergasensis †
    - Vasseuromys cristinae †
    - Vasseuromys duplex †
    - Vasseuromys elegans †
    - Vasseuromys multicrestatus †
    - Vasseuromys pannonicus †
    - Vasseuromys priscus †
    - Vasseuromys rambliensis †
    - Vasseuromys rugosus †
- Subfamilia Glirinae
  - Género Glirulus
    - Glirulus japonicus

  - Género Glis
    - Glis glis (lirón gris)

  - Género Stertomys †
    - Stertomys daamsi †
    - Stertomys daunius †
    - Stertomys laticrestatus †
- Subfamilia Bransatoglirinae †
  - Género Oligodyromys †
  - Género Bransatoglis †
    - Bransatoglis adroveri †
    - Bransatoglis planus †